# Moto Morini Corsaro 1200 Veloce
Moto Morini Corsaro 1200 Veloce je motocykl kategorie naked bike, vyvinutý italskou společností Moto Morini, vyráběný v letech 2007–2017. Předchůdcem byl model Moto Morini Corsaro 1200. Je určen především pro zkušenější jezdce.
O pohon motocyklu se stará dvouválcový motor vlastní výroby chlazený kapalinou, který disponuje zdvihovým objemem 1187 cm³ a čtyřmi ventily na válec. Převodovka je šestistupňová. Rám je příhradový. Dvojice stejně velkých světlometů na masce motocyklu je doplněna o malý štítek, který tvoří v podstatě jedinou kapotáž. Dvojice výfukových koncovek Termignoni je umístěna pod sedlem. Brzdy jsou značky Brembo.

## Technické parametry
- Rám: příhradový, ocelový
- Suchá hmotnost: 198 kg
- Pohotovostní hmotnost:
- Nejvyšší rychlost: 250 km/hod
- Spotřeba paliva: